# 元善镇
元善镇是中国广东省河源市连平县下辖的一个镇，位于连平县中部，是连平县政治、经济、文化中心。辖区总面积320平方公里，下辖5个社区16个村，总人口6.5万人。105国道穿境而过，旅游景点有黄潭寺遗址和东山塔。

## 行政区划
元善镇下辖以下村级行政区划单位
城东社区、城南社区、城西社区、城北社区、南湖社区、东河村、石龙村、邓村、大埠村、留潭村、江面村、醒狮村、前锋村、警雄村、新龙村、鹤湖村、东联村、密溪村、增坝村和河坝村。